# Удонтхані
Удонтхані (тай. เทศบาลนครอุดรธานี) — місто у провінції Удонтхані, Таїланд.

## Географія
Лежить на півночі плато Кхорат у регіоні Ісаан.

### Клімат
Місто знаходиться у зоні, котра характеризується кліматом тропічних саван. Найтепліший місяць — квітень із середньою температурою 30.6 °C (87 °F). Найхолодніший місяць — грудень, із середньою температурою 22.2 °С (72 °F).
| Клімат Удонтхані        | Клімат Удонтхані | Клімат Удонтхані | Клімат Удонтхані | Клімат Удонтхані | Клімат Удонтхані | Клімат Удонтхані | Клімат Удонтхані | Клімат Удонтхані | Клімат Удонтхані | Клімат Удонтхані | Клімат Удонтхані | Клімат Удонтхані | Клімат Удонтхані |
| Показник                | Січ.             | Лют.             | Бер.             | Квіт.            | Трав.            | Черв.            | Лип.             | Серп.            | Вер.             | Жовт.            | Лист.            | Груд.            | Рік              |
| Абсолютний максимум, °C | 35               | 37               | 40               | 41               | 40               | 38               | 39               | 37               | 37               | 37               | 37               | 37               | 41               |
| Середній максимум, °C   | 28               | 31               | 34               | 35               | 33               | 32               | 31               | 31               | 31               | 30               | 29               | 28               | 31               |
| Середня температура, °C | 23               | 25               | 28               | 30               | 29               | 29               | 28               | 28               | 28               | 27               | 25               | 22               | 27               |
| Середній мінімум, °C    | 17               | 19               | 22               | 25               | 25               | 26               | 25               | 25               | 25               | 23               | 20               | 16               | 22               |
| Абсолютний мінімум, °C  | 5                | 7                | 11               | 17               | 18               | 22               | 20               | 22               | 22               | 16               | 8                | 6                | 5                |
| Норма опадів, мм        | 0                | 10               | 40               | 80               | 210              | 210              | 200              | 250              | 240              | 80               | 10               | 0                | 1380             |
| ----------------------- | ---------------- | ---------------- | ---------------- | ---------------- | ---------------- | ---------------- | ---------------- | ---------------- | ---------------- | ---------------- | ---------------- | ---------------- | ---------------- |
| Джерело: Weatherbase    |                  |                  |                  |                  |                  |                  |                  |                  |                  |                  |                  |                  |                  |